# Războiul Civil din Țara Românească (1462-1476)
Războiul Civil din Țara Românească (1462-1476) face referire la un război civil care a avut loc în Țara Românească după impunerea pe tron a lui Radu cel Frumos și până la ultima detronare a lui Basarab Laiotă cel Bătrân. Luptele au fost purtate de mai multe părți, pe de o parte Radu, care inițial a fost susținut de boieri, pe de alta Basarab Laiotă, un uzurpator care dorea puterea, iar pe de altă parte domnitori susținuți de regi străini, fie pentru a își păstra sferele de influență intacte, fie pentru a păstra stabilitatea, printre care se numără Basarab cel Tânăr Țepeluș sau, mai târziu, Vlad Țepeș. Cea de-a treia domnie a lui Drăculea va lua parte în cadrului acestei perioade haotice, însă în urma unei invazii Otomane, acesta va fi ucis, iar capul său va fi dus la Poartă.
Cu toate că instabilitatea politică nu a fost străină în Valahia, un conflict de asemenea proporții nu a mai fost văzut până la acel moment, determinând decăderea Țării Românești pe scena politică a Balcanilor.

## Context istoric
De-a lungul secolului al XIV-lea și începutul secolului al XV-lea Țara Românească s-a bucurat de numeroși domnitori mari și abili, printre care cei mai mari au fost Basarab I, Vladislav I și Mircea cel Bătrân. După scurta domnie a fiului lui Mircea, Mihail I, Țara Românească va intra într-o perioadă aprigă de instabilitate politică, cu numeroși domnitori susținuți fie de otomani, fie de maghiari încercând să își capete puterea. Pacea părea să se reîntoarcă odată cu venirea la tron a lui Vladislav al II-lea, care a restabilit ordinea și a încercat să readucă Valahia pe scena politică regională. 
În 1456 Iancu de Hunedoara, principalul rival al lui Vladislav al II-lea și lider al Ungariei, va participa la Asediul Belgradului. Până la acel moment, Vladislav deja va fi avut reputația de inamic al Ungariei, întreprinzând numeroase campanii în Ardeal, ajungând și să ardă cetatea Sibiului. Prin urmare, Iancu îi va oferi lui Vlad Țepeș o armată pentru ca acesta să protejeze Carpații în cazul în care Vladislav îl va ataca de la spate. Cu toate acestea, Vlad va folosi această armată pentru a îl invada, detrona și ucide pe Vladislav, începându-și astfel cea de-a doua domnie. 
Cu toate că își va recâștiga tronul prin invazie, Vlad se va dovedi unul dintre cei mai competenți lideri ai Valahiei din acea perioadă, înfaptuind numeroase reforme și întreprinzând campanii militare vaste împotriva otomanilor, care vor provoca invazia țării de către aceștia și care vor culmina în Atacul de noapte. Cu toate că Vlad va reuși să-i alunge pe otomani, aceștia îl vor instaura pe tron pe fratele lui Vlad, Radu cel Frumos. Dat fiind cruzimea cu care Drăculea i-a tratat pe boieri, aceștia s-au aliat rapid cu Radu, forțându-l pe Vlad să fugă in Ungaria (la momentul acela deja condusă de Matei Corvin), unde va fi arestat și închis la Vișegrad.